# Plesiastrea versipora
Genre
Espèce
Statut de conservation UICN

 LC  : Préoccupation mineure
Statut CITES
Plesiastrea versipora est une espèce de corail scléractiniaire à la taxinomie encore instable (non classé pour WoRMS et dans la famille des Faviidae pour ITIS). C'est la seule espèce du genre Plesiastrea.

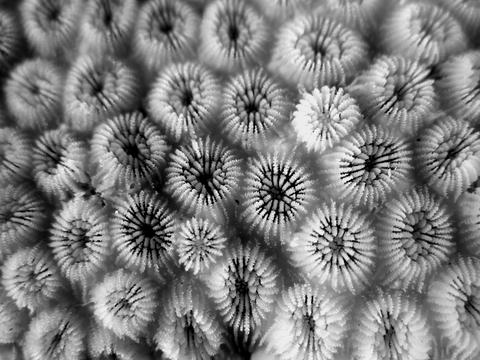
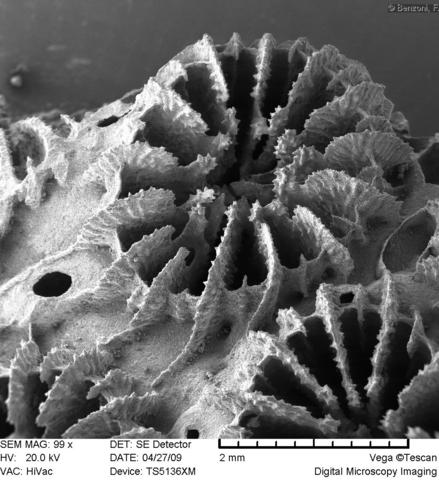